# نظریه صفت
در روانشناسی، نظریهٔ صفت (تئوری ویژگی شخصیتی نیز نامیده می‌شود) رویکردی برای مطالعه شخصیت انسان است. نظریه‌پردازان صفات در درجه اول به اندازه‌گیری صفات علاقه‌مند هستند، که می‌تواند به عنوان الگوهای عادت رفتاری در اندیشه و هیجانات تعریف شود. مطابق این دیدگاه، صفات جنبه‌هایی از شخصیت‌اند که در گذر زمان نسبتاً پایدار هستند، از فردی به فرد دیگر متفاوت است (به عنوان مثال برخی افراد برونگرا هستند اما برخی دیگر نیستند)، در شرایط مختلف نسبتاً ثابت هستند و بر رفتار تأثیر می‌گذارند. صفات صورت عکس مُد، که بیشتر حالاتی گذرا هستند، است.
در برخی از تئوری‌ها و سیستم‌ها، صفات چیزی است که شخص یا آن را داشته یا ندارد، اما در بسیاری موارد دیگر، صفات ابعادی است مانند برونگرایی در مقابل درونگرایی، که هر شخص الزاماً در جایی از این طیف رتبه‌بندی می‌شود.
برای تعریف صفات دو رویکرد وجود دارد: به عنوان خصوصیات علّی درونی یا خلاصه‌هایی تماماً توصیفی. در تعریف علی درونی آمده‌است که صفات بر رفتارهای ما تأثیر می‌گذارند و ما را به سمت انجام کارهایی در راستای آن سوق می‌دهد. در تعریف طرف دیگر، صفات به عنوان خلاصه توصیفی از اقدامات ما هستند که سعی در اثبات علیت ندارند.

## نوشتارهای وابسته
- پنج عامل بزرگ شخصیتی
- پرسش‌نامه شخصیتی چندمحوری مینه‌سوتا
- روانشناسی شخصیت